# 鰺ヶ沢町立鰺ヶ沢第一中学校
鰺ヶ沢町立鰺ヶ沢第一中学校（あじがさわちょうりつ あじがさわだいいちちゅうがっこう）は、かつて青森県西津軽郡鰺ヶ沢町にあった公立中学校。鰺ヶ沢町中心部にあり、町北東部を除く地域が学区となっていた。

## 沿革
- 1970年（昭和45年）
  - 4月1日 - 舞戸中学校、中村中学校、芦萢中学校（本校・第二松代分校）、鳴沢中学校、長平中学校の各中学校が統合し、設立。ただし、この時点では校舎は統合せず、鰺ヶ沢第一中学校○○校舎として存置。
  - 4月13日 - 創立記念式典挙行。
- 1971年（昭和46年）2月16日 - 芦萢校舎体育館落成。
- 1972年（昭和47年）
  - 3月28日 - この日から3月30日にかけて、新校舎へ移転。
  - 4月3日 - 校舎新築修祓式挙行。これをもって、名実共に完全統合。
  - 4月6日 - 自転車置場完成。
- 1973年（昭和48年）
  - 4月1日 - 金工・木工棟完成。
  - 4月19日 - 旧舞戸校舎プールに、ビニール張り付け。
  - 11月1日 - 第二松代季節分校開校。
- 1976年（昭和51年）9月9日 - プール完成。プール開き。
- 1977年（昭和52年）
  - 9月1日 - 第二松代分校開校式。これまで（昭和48年度 - 51年度）は、冬季のみの季節学校だった。
  - 10月22日 - 校舎塗装工事完了。
  - 11月1日 - 第二松代分校体育館修祓式挙行。
- 1983年（昭和58年）5月26日 - 12時頃に発生した日本海中部地震により、校具等に甚大な被害が出たが、生徒等、学校関係者の人的被害は無かった。
- 1991年（平成3年） - この年から1992年（平成4年）にかけて、校舎の大規模改修を実施。
- 2006年（平成18年） - この年から2007年（平成19年）にかけて、体育館の大規模改修を実施。
- 2011年（平成23年）3月31日 - 鰺ヶ沢第二中学校と統合し、鰺ヶ沢中学校が設立されたため、閉校。閉校後は、災害時の地域の避難場所として使用された。
- 2019年（令和元年）5月 - 校舎解体工事完了[1][2]。

## 著名な卒業生
- 舞の海秀平（元大相撲力士、現・相撲解説者、スポーツキャスター、タレント）
- 誉富士歓之（元大相撲力士、現・楯山親方）

## アクセス
- JR五能線鰺ケ沢駅から約1.4 km、徒歩約30分。

## 参考資料
- 『鰺ヶ沢町史 第三巻』（鰺ヶ沢町・1984年11月30日発行）「第一章 教育・第三編 教育と文化・二 小・中学校、幼稚園・（二）中学校」367頁 - 368頁「鰺ヶ沢第一中学校」
- 『東奥年鑑』「名簿編」（東奥日報社発行）
  - 平成17年版（2004年9月1日発行）194頁「教育/中学校（東郡・西郡）」
  - 2006年版（2005年9月1日発行）190頁「教育/中学校（むつ市・つがる市・東郡・西郡）」